# Котово (Поморське воєводство)
Кото́во (пол. Kotowo, нім. Kottow) — село в Польщі, у гміні Дембниця-Кашубська Слупського повіту Поморського воєводства.
Населення — 179 осіб (2011).
У 1975—1998 роках село належало до Слупського воєводства.

## Демографія
Демографічна структура станом на 31 березня 2011 року:
|          | Загалом | Допрацездатний вік | Працездатний вік | Постпрацездатний вік |
| -------- | ------- | ------------------ | ---------------- | -------------------- |
| Чоловіки | 97      | 27                 | 65               | 5                    |
| Жінки    | 82      | 20                 | 41               | 21                   |
| Разом    | 179     | 47                 | 106              | 26                   |